# 5. Kongress der Vereinigten Staaten
Der 5. Kongress der Vereinigten Staaten, bestehend aus dem Repräsentantenhaus und dem Senat, war die Legislative der Vereinigten Staaten. Seine Legislaturperiode dauerte vom 4. März 1797 bis zum 4. März 1799. Alle Abgeordneten des Repräsentantenhauses sowie ein Drittel der Senatoren (Klasse I) waren im Jahr 1798 bei den Kongresswahlen gewählt worden. Dabei ergab sich in beiden Kammern eine Mehrheit für die Föderalistische Partei. Der Demokratisch-Republikanischen Partei blieb nur die Rolle in der Opposition. Der Kongress tagte in der Congress Hall in Philadelphia. Die Vereinigten Staaten bestanden damals aus 16 Bundesstaaten. Präsident war John Adams.
Die Sitzverteilung im Repräsentantenhaus basierte auf der Volkszählung von 1790.

## Wichtige Ereignisse
- 4. März 1797: Beginn der Legislaturperiode des 5. Kongresses. Gleichzeitig wird John Adams in sein Amt als zweiter US-Präsident eingeführt. Er löst George Washington ab.
- 1797–1800: Die gesamte Legislaturperiode ist von der XYZ-Affäre und den darauf folgenden Spannungen mit Frankreich, siehe auch Quasi-Krieg, überschattet.
- 7. Juni 1797: Vertrag zwischen den USA und dem späteren Libyen. (Treaty of Tripoli).
- 7. Juni 1797: Viele bestehenden Verträge mit Frankreich werden annulliert.
- 8. Juli 1797: US-Senator William Blount aus Tennessee wird wegen Hochverrats aus dem Senat ausgeschlossen.
- 7. April 1798: Gründung des Mississippi-Territoriums.
- 11. Juli 1798: Gründung des United States Marine Corps.
- 1798: Bei den Kongresswahlen gewinnen letztmals die Föderalisten die Mehrheit in beiden Kammern.

## Die wichtigsten Gesetze
In den Sitzungsperioden des 5. Kongresses wurden unter anderem folgende Bundesgesetze verabschiedet (siehe auch: Gesetzgebungsverfahren):
- 30. April 1798: Der Kongress beschließt die Gründung des Marineministeriums. Siehe auch United States Department of the Navy.
- 18. Juni – 14. Juli 1798: Der Kongress beschließt insgesamt vier sogenannte Alien and Sedition Acts.
  - Der Naturalization Act verlängerte die Aufenthaltsdauer für Ausländer, bevor sie die Staatsbürgerschaft beantragen konnten, von fünf auf 14 Jahre. Das Gesetz wurde am 18. Juni 1798 verabschiedet und 1802 aufgehoben.
  - Der Alien Friends Act erlaubte dem Präsidenten, die Abschiebung jedes Ausländers zu befehlen, den er als für den Frieden und die Sicherheit der Vereinigten Staaten gefährlich einstufte. Das Gesetz wurde am 25. Juni 1798 mit einer zweijährigen Gültigkeitsfrist verabschiedet.
  - Der Alien Enemies Act erlaubt dem Präsidenten, die Verhaftung und Abschiebung jedes Ausländers zu befehlen, der Bürger eines Landes war, mit dem sich die Vereinigten Staaten im Kriegszustand befanden. Das Gesetz wurde am 6. Juli 1798 verabschiedet und ist bis heute als Teil des United States Code (50 USC 21-24) in Kraft.
  - Der Sedition Act machte die Veröffentlichung „falscher, skandalträchtiger oder boshafter Schriften“ gegen den Staat oder seine Amtsträger strafbar. Das Gesetz wurde am 14. Juli 1798 verabschiedet und lief am 3. März 1801 aus.
- 9. Juli 1798: Act Further to Protect the Commerce of the United States
- 11. Juli 1798: Gründung des United States Marine Corps, siehe oben
- 16. Juli 1798: Marine Hospital Service Act

## Zusammensetzung nach Parteien

### Senat
- Demokratisch-Republikanische Partei: 10
- Föderalistische Partei: 22
- Sonstige: 0
- Vakant: 0

Gesamt: 32 Stand am Ende der Legislaturperiode

### Repräsentantenhaus
- Demokratisch-Republikanische Partei: 49
- Föderalistische Partei: 57
- Sonstige: 0
- Vakant: 0

Gesamt: 106 Stand am Ende der Legislaturperiode

## Amtsträger

### Senat
- Präsident des Senats: Thomas Jefferson (DR)
- Präsident pro tempore:
  -  William Bradford (F), bis 22. November 1797
  - Jacob Read (F), bis 27. Juni 1798
  - Theodore Sedgwick (F), bis 6. Dezember 1798
  - John Laurance (F), bis 1. März 1799
  -  James Ross (F), bis 4. März 1799

### Repräsentantenhaus
- Sprecher des Repräsentantenhauses: Jonathan Dayton (F)

## Senatsmitglieder
Die Senatoren wurden von den Legislativen der Bundesstaaten für Amtszeiten von sechs Jahren gewählt. Die Senatssitze sind in drei annähernd gleich große Klassen aufgeteilt, wovon je eine alle zwei Jahre zur Wahl steht. Die Zahl vor den Namen kennzeichnet die Klassenzuordnung des jeweiligen Senators.
| Connecticut - 1. James Hillhouse (F) - 3. Uriah Tracy (F) Delaware - 2. John Vining (F) bis zum 19. Januar 1798 - 2 Joshua Clayton (F) Vom 19. Januar 1798 bis 11. August 1798 - 2 William H. Wells (F) ab dem 17. Januar 1799 - 1. Henry Latimer (F) Georgia - 3. James Gunn (F) - 2. Josiah Tattnall (DR) Kentucky - 2. John Brown (DR) - 3. Humphrey Marshall (F) Maryland - 3. John Henry (F) bis zum 10. Dezember 1797 - 3 James Lloyd (F) Ab dem 11. Dezember 1797 - 1. John Eager Howard (F), Massachusetts - 2. Theodore Sedgwick (F) - 1. Benjamin Goodhue (F), New Hampshire - 3. John Langdon (DR) - 2. Samuel Livermore (F) | New Jersey - 1. John Rutherfurd (F) bis 26. November 1798 - 1 Franklin Davenport (F) Seit dem 5. Dezember 1798 - 2. Richard Stockton (F) New York - 3. John Laurance (F) - 1. Philip Schuyler (F) bis 3. Januar 1798 - 1 John Sloss Hobart (F) 11. Januar bis 16. April 1798 - 1 William North (F) 5. Mai bis 17. August 1798 - 1 James Watson (F) North Carolina - 2. Alexander Martin (DR) - 3. Timothy Bloodworth (DR) Pennsylvania - 1. James Ross (F) - 3. William Bingham (F) Rhode Island - 1. Theodore Foster (F) - 2. William Bradford (F) bis Oktober 1797 - 2 Ray Greene (F) seit dem 13. November 1797 South Carolina - 2. John Hunter (DR), bis zum 26. November 1798 - 2 Charles Pinckney (DR) ab dem 6. Dezember 1798 - 3. Jacob Read (F) Tennessee - 2. William Blount (DR), bis zum 8. Juli 1797 - 2 Joseph Anderson (DR) seit dem 26. September 1797 - 1. William Cocke (DR), ab 2. August 1796 bis zum 26. September 1797 - 1. Andrew Jackson (DR) 26. Sept. 1797 bis April 1798 - 1. Daniel Smith (DR) Ab dem 6. Oktober 1798 Vermont - 1. Isaac Tichenor (F), bis zum 17. Oktober 1797 - 1. Nathaniel Chipman (F) - 3. Elijah Paine (F) Virginia - 2. Henry Tazewell (DR) - 1. Stevens Mason (DR) |

## Mitglieder des Repräsentantenhauses
Die Sitze im Repräsentantenhaus wurden auf die Bundesstaaten verteilt und dort alle zwei Jahre von der wahlberechtigten Bevölkerung gewählt. Ob die Sitze über mehrere Wahlkreise verteilt oder gemeinsam besetzt werden, entschied jeder Bundesstaat selbst.
| Connecticut Alle Abgeordneten wurden staatsweit gewählt. - John Allen (F) - Joshua Coit (F) bis 5. September 1798 - Jonathan Brace (F) seit dem 3. Dezember 1798 - Samuel W. Dana (F) - James Davenport (F) bis 3. August 1797 - William Edmond (F) ab dem 13. November 1797 - Chauncey Goodrich (F) - Roger Griswold (F) - Nathaniel Smith (F) Delaware - James A. Bayard (F) (Staatsweit gewählt) Georgia Alle Abgeordneten wurden staatsweit gewählt. - Abraham Baldwin (DR) - John Milledge (DR) Kentucky Zwei Wahlbezirke - 1. Thomas Terry Davis (DR) - 2. John Fowler (DR) Maryland Acht Wahlbezirke - 1. George Dent (F) - 2. Richard Sprigg (DR) - 3. William Craik (F) - 4. George Baer (F) - 5. Samuel Smith (DR) - 6. William Matthews (F) - 7. William Hindman (F) - 8. John Dennis (F) Massachusetts Vierzehn Wahlbezirke - 1. Thomson J. Skinner (DR) - 2. William Shepard (F) - 3. Samuel Lyman (F) - 4. Dwight Foster (F) - 5. Nathaniel Freeman, Jr. (F) - 6. John Reed, Sr. (F) - 7. Stephen Bullock (F) - 8. Harrison Gray Otis (F) - 9. Joseph Bradley Varnum (DR) - 10. Samuel Sewall (F) - 11. Theophilus Bradbury (F) bis 24. Juli 1797 - Bailey Bartlett (F) ab dem 27. November 1797 - 12. Isaac Parker (F) - 13. Peleg Wadsworth (F) - 14. George Thatcher (F) New Hampshire Alle Abgeordneten wurden staatsweit gewählt. - Abiel Foster (F) - Jonathan Freeman (F) - William Gordon (F) - Jeremiah Smith (F) bis 26. Juli 1797 - Peleg Sprague (F) ab dem 15. Dezember 1797 New Jersey Alle Abgeordneten wurden staatsweit gewählt. - Jonathan Dayton (F) - James Henderson Imlay (F) - James Schureman (F) - Thomas Sinnickson (F) - Mark Thomson (F) New York Zehn Kongresswahlbezirke - 1. Jonathan Havens (DR) - 2. Edward Livingston (DR) - 3. Philip Van Cortlandt (DR) - 4. Lucas Elmendorf (DR) - 5. David Brooks (F) - 6. Hezekiah L. Hosmer (F) - 7. John Evert Van Alen (F) - 8. Henry Glen (F) - 9. John Williams (F) - 10. James Cochran (F) | North Carolina Zehn Kongresswahlbezirke - 1. Joseph McDowell (DR) - 2. Matthew Locke (DR) - 3. Robert Williams (DR) - 4. Richard Stanford (DR) - 5. Nathaniel Macon (DR) - 6. James Gillespie (DR) - 7. William Barry Grove (F) - 8. Dempsey Burges (DR) - 9. Thomas Blount (DR) - 10. Nathan Bryan (DR) bis zum 4. Juni 1798 - Richard Spaight (DR) Ab dem 10. Dezember 1798 Pennsylvania Zwölf Kongresswahlkreise. Der vierte Wahlkreis stellte zwei Kongressabgeordnete. - 1. John Swanwick (DR) bis 1. August 1798 - Robert Waln (F) Ab dem 3. Dezember 1798 - 2. Blair McClenachan (DR) - 3. Richard Thomas (F) - 4. John Chapman (F) - 4. Samuel Sitgreaves (F) bis 1798 - Robert Brown (DR) - 5. Daniel Hiester (DR), bis 1. Juli 1796 - 5. George Ege (F), bis Oktober 1797 - Joseph Hiester (DR) Ab dem 1. Dezember 1797 - 6. John A. Hanna (DR) - 7. John Kittera (F) - 8. Thomas Hartley (F) - 9. Andrew Gregg (DR) - 10. David Bard (DR) - 11. William Findley (DR) - 12. Albert Gallatin (DR) Rhode Island Alle Abgeordneten wurden staatsweit gewählt. - Christopher G. Champlin (F) - Elisha Potter (F) bis 1797 - Thomas Tillinghast (F) South Carolina Sechs Kongresswahlbezirke - 1. William L. Smith (F) bis 10. Juli 1797 - Thomas Pinckney (F) - 2. John Rutledge (F) - 3. Lemuel Benton (DR) - 4. Thomas Sumter (DR) - 5. Robert Goodloe Harper (F) - 6. William Smith (DR) Tennessee Staatsweit gewählt - Andrew Jackson (DR), bis September 1797 - William C. C. Claiborne (DR) Vermont Zwei Wahlkreise - 1. Matthew Lyon (DR) - 2. Lewis R. Morris (F) ab dem 24. Mai 1797 Virginia Neunzehn Wahlbezirke - 1. Daniel Morgan (F) - 2. David Holmes (DR) - 3. James Machir (F) - 4. Abram Trigg (DR) - 5. John Johns Trigg (DR) - 6. Matthew Clay (DR) - 7. Abraham B. Venable (DR) - 8. Thomas Claiborne (DR) - 9. William Giles (DR) bis zum 2. Oktober 1798 - Joseph Eggleston (DR) - 10. Carter Harrison (DR) - 11. Josiah Parker (F) - 12. Thomas Evans (F) - 13. John Clopton (DR) - 14. Samuel Jordan Cabell (DR) - 15. John Dawson (DR) - 16. Anthony New (DR) - 17. Richard Brent (DR) - 18. John Nicholas (DR) - 19. Walter Jones (DR) |